# Canton de Palluau
Le canton de Palluau est une ancienne division administrative française située dans le département de la Vendée et la région des Pays-de-la-Loire.
Créé en 1790, il est supprimé en avril 2015 à la suite d’un découpage cantonal opéré en 2014.

## Histoire
Sous la Révolution française, pendant la mise en œuvre des décrets de l’Assemblée nationale concernant la division du royaume en 83 départements (15 janvier et 16 février 1790), un décret particulier du 26 janvier 1790 porte implicitement création du canton au sein du district ; les textes de la Constituante sont par la suite ordonnés dans des lettres patentes de Louis XVI données le 4 mars 1790. La division admet alors un chef-lieu fixé dans la municipalité de Palluau.
Le 7 prairial an VIII (27 mai 1800), la commune de Grand’Lande est absorbée par celle de Palluau.
Le 1er vendémiaire an IX (23 septembre 1800), la commune de Saint-Paul est absorbée par celle de La Chapelle-de-Palluau.
Le maintien du canton est projeté dans la loi concernant la division du territoire de la République et l’administration du 28 pluviôse an VIII (17 février 1800). Aussi, en vertu de l’arrêté du 9 brumaire an X (31 octobre 1801), deux communes rejoignent le canton (Apremont et Falleron).
En l’an XII, la commune de Saint-Paul est érigée à partir de parcelles de celle de La Chapelle-de-Palluau.
En 1806, la commune de Maché est érigée à partir de parcelles de celle d’Apremont. De même, la commune de Grand’Lande est érigée à partir de parcelles de celle de Palluau.
Les limites du canton sont modifiées après une loi du 18 juin 1861 par laquelle sont attribuées aux communes de Legé et de Touvois (canton de Legé, arrondissement de Nantes, Loire-Inférieure) des parcelles de celle de Grand’Landes.
Le 1er octobre 1972, la commune de La Chapelle-Palluau est associée à celle d’Aizenay (canton du Poiré-sur-Vie). Un décret pris en Conseil d’État le 10 octobre 1975 modifie les limites du canton de Palluau et de l’arrondissement des Sables-d’Olonne en soustrayant l’ancienne commune. Cependant, le 31 mai 1979, La Chapelle-Palluau est restaurée comme commune et réintègre le canton de Palluau.
| Janvier 1790 | Mai 1800 | Septembre 1800 | Octobre 1801 | 1803-1804 | 1806 | Octobre 1975 | Mai 1979 |
| ------------ | -------- | -------------- | ------------ | --------- | ---- | ------------ | -------- |
| 6            | 5        | 4              | 6            | 7         | 9    | 8            | 9        |

## Dénomination
Le canton est créé le 26 janvier 1790 sous le nom de « canton de Palluau ».
Alors que l’arrêté du 9 fructidor an V (27 août 1801) relatif à la dénomination des communes et arrondissements de justices de paix prescrit comme graphie officielle de la commune et du canton celle contenue dans les tableaux de division en justices de paix, l’arrêté du 9 brumaire an X (31 octobre 1801) portant réduction des justices de paix du département de la Vendée attribue à la commune abritant le chef-lieu du canton le même nom. Le canton conserve donc sa dénomination jusqu’à sa suppression.

## Géographie

### Situation administrative
Administrativement, le canton se situe au sein du département de la Vendée, dans le district des Sables-d’Ollonne de 1790 à 1795. À partir de la loi concernant la division du territoire de la République et l’administration (17 février 1800), le canton relève du premier arrondissement départemental, baptisé, au sens de l’arrêté du 9 brumaire an X (31 octobre 1801), « arrondissement des Sables-d’Olonne ».

### Surfaces et altitudes
| Commune                      | Surface (ha) | Altitude (m) | Altitude (m) |
| Commune                      | Surface (ha) | Mini         | Maxi         |
| ---------------------------- | ------------ | ------------ | ------------ |
| Apremont                     | 3 015        | 2            | 58           |
| La Chapelle-Palluau          | 1 295        | 11           | 64           |
| Falleron                     | 2 906        | 22           | 69           |
| Grand’Landes                 | 2 032        | 20           | 71           |
| Maché                        | 1 816        | 10           | 62           |
| Palluau                      | 749          | 18           | 64           |
| Saint-Christophe-du-Ligneron | 4 215        | 15           | 69           |
| Saint-Étienne-du-Bois        | 2 963        | 17           | 64           |
| Saint-Paul-Mont-Penit        | 1 676        | 12           | 71           |

## Composition

### Découpage du26 janvier 1790
| Commune               | Période   | Réf. |
| --------------------- | --------- | ---- |
| La Chapelle           | 1790-1801 | ,    |
| Grand’Lande           | 1790-1800 | ,    |
| Le Ligneron           | 1801-2015 | ,    |
| Palluau (chef-lieu)   | 1790-1801 | ,    |
| Saint-Étienne-du-Bois | 1790-1801 | ,    |
| Saint-Paul            | 1790-1800 | ,    |

### Découpage du 9 brumaire anX
| Commune                | Période   | Réf. |
| ---------------------- | --------- | ---- |
| Apremont               | 1801-2015 | ,    |
| La Chapelle-de-Palluau | 1801-2015 | ,    |
| Falleron               | 1801-2015 | ,    |
| Palluau (chef-lieu)    | 1801-2015 | ,    |
| Saint-Christophe       | 1801-2015 | ,    |
| Saint-Étienne          | 1801-2015 | ,    |

## Représentation

### Liste des conseillers généraux (de 1833 à 2015)
Le canton de Palluau est la circonscription d’élection d’un des membres du conseil général de la Vendée, désigné lors des élections cantonales.
| Période                      | Période                 | Identité                                | Étiquette   | Qualité |
| ---------------------------- | ----------------------- | --------------------------------------- | ----------- | --- |
| 14 novembre 1833             | 5 octobre 1848          | Charles Martineau                       |             | Notaire à Machecoul Juge de paix du canton |
| 5 octobre 1848               | 28 août 1852            | Luc-Joseph Guinebauld de La Grossetière |             | Propriétaire Maire de Saint-Christophe-du-Ligneron (1848-1852)                                                                                           |
| 23 août 1852                 | 23 octobre 1871         | Aimé Gibotteau                          |             | Juge de paix du canton |
| 23 octobre 1871              | 2 mars 1873 (décès)     | Émile Pineau                            |             | Propriétaire à Palluau |
| 22 avril 1873                | 19 janvier 1882 (décès) | Stéphane Halgan                         | Monarchiste | Fonctionnaire Propriétaire à Falleron Membre du Sénat (1879-1882), élu dans la Vendée Conseiller municipal de Nantes                                     |
| 17 avril 1882                | 21 octobre 1917 (décès) | Emmanuel Halgan,                        | Monarchiste | Propriétaire Membre du Sénat (1885-1917), élu dans la Vendée                                                                                             |
| Vacance du siège (1917-1919) |                         |                                         |             | |
| 18 août 1919                 | 24 octobre 1928         | Arthus Boiscourbeau                     |             | Notaire Maire de Palluau (1896-1923), conseiller d'arrondissement                                                                                        |
| 24 octobre 1928              | 12 octobre 1940         | Lucien Valéry                           | PDP         | Avocat Maire de Saint-Étienne-du-Bois (1926-1952) Membre de la Commission administrative de la Vendée (1941-1943) Nommé conseiller départemental en 1943 |
| Vacance du siège (1940-1945) |                         |                                         |             | |
| 29 octobre 1945              | 2 mars 1952 (décès)     | Lucien Valéry                           | MRP         | Avocat Maire de Saint-Étienne-du-Bois (1926-1952) |
| 20 avril 1952                | 18 mars 1970            | Pierre Roy                              | RI          | Minotier Maire de La Chapelle-Palluau (1945-1971) Membre du Sénat (1963-1968), élu dans la Vendée                                                        |
| 18 mars 1970                 | 23 mars 2001            | Louis Roch                              | UDR DVD     | Vétérinaire Maire de Palluau (1971-1989) Président du SIVOM du canton de Palluau (1976-1991) Président du district de Palluau (1991-2000)                |
| 23 mars 2001                 | 2 avril 2015            | Jacqueline Roy,                         | DVD         | Chauffeur-livreur Maire du La Chapelle-Palluau (1989-2001)                                                                                               |

### Liste des conseillers d'arrondissement (de 1833 à 1940)
| Période                                  | Période | Identité                                  | Étiquette | Qualité |
| ---------------------------------------- | ------- | ----------------------------------------- | --------- | --- |
| 1833                                     | 1839    | Amand Jacques Pierre Esnard (1781-1846)   |           | Maire de La Chapelle                                                                                        |
| 1839                                     | 1842    | Émile Frédéric Désiré Lansier (1805-1863) |           | Maire de Saint-Étienne-du-Bois                                                                              |
| 1842                                     | 1845    | Amand Jacques Pierre Esnard (1781-1846)   |           | Maire de La Chapelle                                                                                        |
|                                          |         |                                           |           | |
| av.1865                                  |         | Joseph Davy                               |           | Propriétaire, maire de Palluau                                                                              |
|                                          |         |                                           |           | |
| av.1913                                  | 1919    | Arthus Boiscourbeau                       |           | Notaire, maire de Palluau, Président du comice agricole                                                     |
| 1919                                     |         | M. Bourasseau                             | Libéral   | Propriétaire à Apremont                                                                                     |
|                                          |         |                                           |           | |
| 1931                                     | 1940    | Georges Thébault                          | Droite    | Éleveur, maire d'Apremont                                                                                   |
| 1940                                     |         |                                           |           | Les conseils d'arrondissement ont été suspendus par la loi du 12 octobre 1940 et n'ont jamais été réactivés |
| Les données manquantes sont à compléter. |         |                                           |           | |

## Démographie
| 1806  | 1821  | 1831  | 1836   | 1841   | 1846   | 1851   | 1856   | 1861   |
| ----- | ----- | ----- | ------ | ------ | ------ | ------ | ------ | ------ |
| 8 152 | 9 745 | 9 992 | 10 964 | 10 807 | 11 442 | 11 471 | 11 231 | 11 183 |

| 1866   | 1872   | 1876   | 1881   | 1886   | 1891   | 1896   | 1901   | 1906   |
| ------ | ------ | ------ | ------ | ------ | ------ | ------ | ------ | ------ |
| 10 659 | 10 540 | 10 590 | 10 624 | 10 922 | 11 143 | 11 380 | 11 570 | 10 624 |

| 1911   | 1921   | 1926  | 1931  | 1936  | 1946  | 1954  | 1962  | 1968  |
| ------ | ------ | ----- | ----- | ----- | ----- | ----- | ----- | ----- |
| 11 239 | 10 217 | 9 996 | 9 727 | 9 446 | 8 966 | 8 619 | 8 548 | 8 202 |

| 1975  | 1982  | 1990  | 1999  | 2006   | 2011   | - | - | - |
| ----- | ----- | ----- | ----- | ------ | ------ | - | - | - |
| 7 137 | 8 022 | 8 168 | 8 607 | 10 034 | 12 267 | - | - | - |